# Epicephala homostola
Epicephala homostola là một loài bướm đêm thuộc họ Gracillariidae. Nó được tìm thấy ở Nam Phi và Namibia.